# Heliotropium formosanum
Heliotropium formosanum är en strävbladig växtart som beskrevs av Ivan Murray Johnston. Heliotropium formosanum ingår i Heliotropsläktet som ingår i familjen strävbladiga växter. Inga underarter finns listade i Catalogue of Life.